# Beezen
Le beezen (ou bezen) est une langue jukunoïde parlée par environ 450 personnes (2001) au Cameroun dans la région du Nord-Ouest, près de la frontière avec le Nigeria, dans le département du Menchum et l'arrondissement de Furu-Awa, particulièrement dans le village de Kpep (ou Beezen).
C'est une langue en danger (6b).